# Tân Thành, Yên Thành
Tân Thành là một xã thuộc huyện Yên Thành, tỉnh Nghệ An, Việt Nam.
Xã Tân Thành có diện tích 25.46 km², dân số năm 1999 là 8362 người, mật độ dân số đạt 328 người/km².

## Lịch sử
- Năm 1983 chia xã Đức Thành thành hai xã lấy tên là xã Đức Thành, xã Tân Thành.[1]

## Vị trí địa lý
- phía đông giáp xã Diễn Lâm huyện Diễn Châu tỉnh Nghệ An,
- phía tây giáp xã Tiến Thành huyện Yên Thành tỉnh Nghệ An,
- phía nam giáp xã Đức Thành và xã Mã Thành huyện Yên Thành tỉnh Nghệ An,
- phía bắc giáp xã Quỳnh Tam thuộc huyện Quỳnh Lưu.